# Nyctemera aglages
Nyctemera aglages là một loài bướm đêm thuộc phân họ Arctiinae, họ Erebidae.